# Gillian Wearing

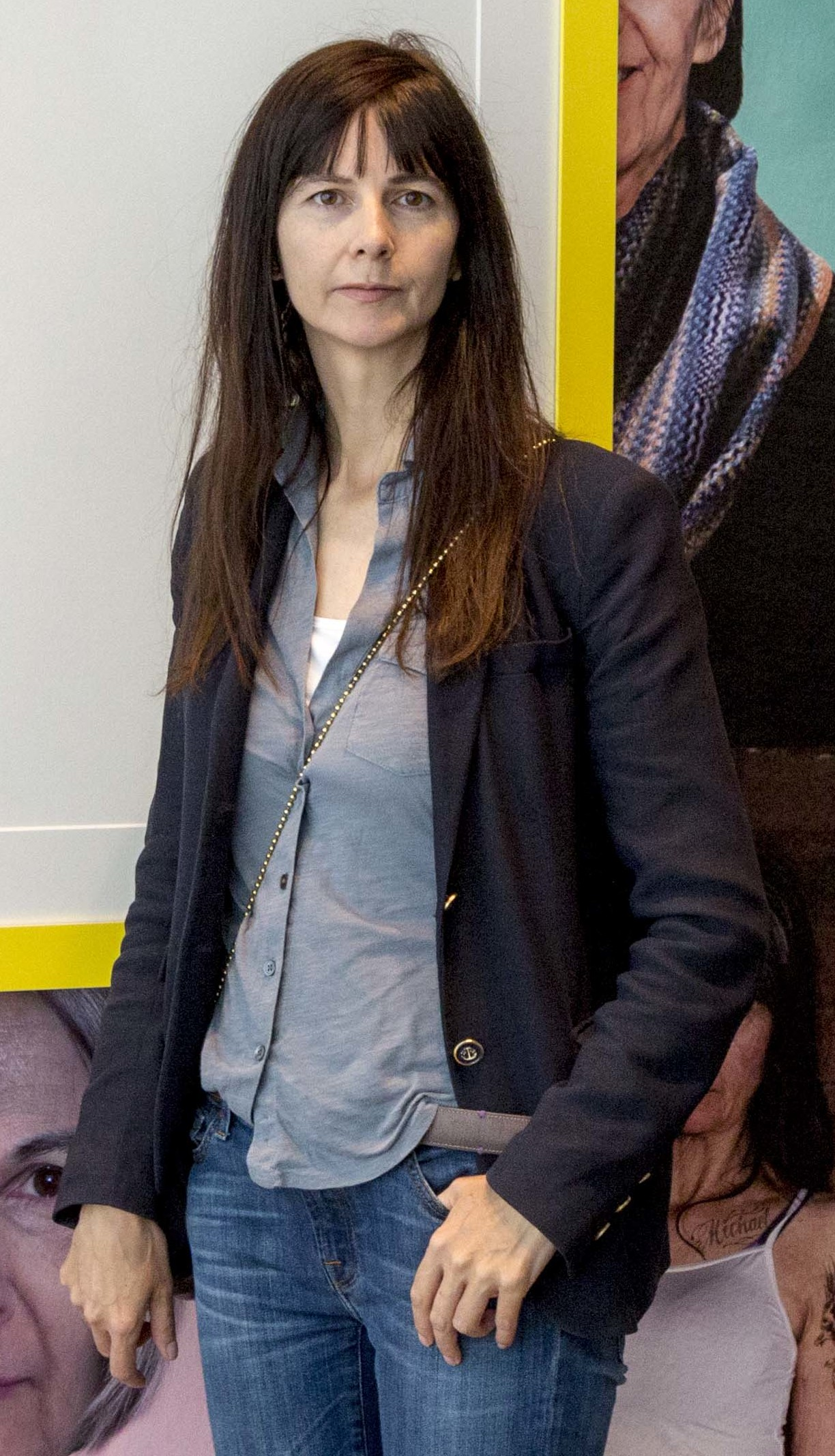
Gillian Wearing, 2015

Gillian Wearing CBE RA (* 10. Dezember 1963 in Birmingham) ist eine britische zeitgenössische Künstlerin, die in den Bereichen Konzeptkunst, Fotokunst und Videokunst arbeitet. Sie zählt zu den Young British Artists und hat mit der Frauenrechtsbewegung Millicent Fawcett 2018 als erste Frau die Millicent-Fawcett-Statue am Londoner Parliament Square aufgestellt.

## Leben

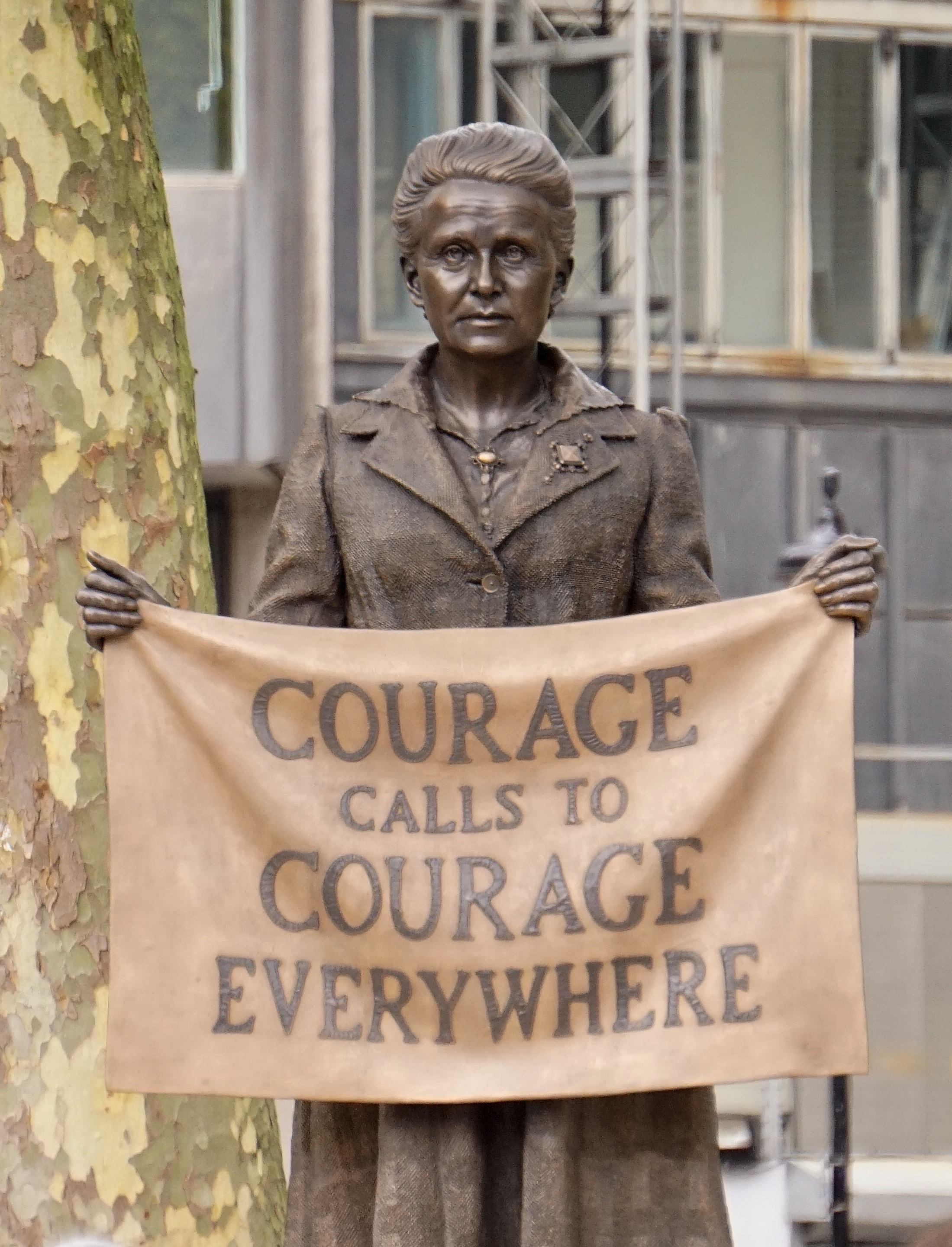
Die Millicent-Fawcett-Statue kurz nach ihrer Enthüllung

Wearing absolvierte ein Kunststudium von 1985 bis 1987 am Chelsea School of Art in Chelsea in London und am Goldsmiths College von 1987 bis 1990.
Sie gewann 1997 den Turner-Preis und im selben Jahr wurde ihr Werk in die Ausstellung Sensation at the Royal Academy of Arts: an exhibition of Young British Artists from the Saatchi Collection aufgenommen. 2011 wurde ihr der Verdienstorden Order of the British Empire (OBE) für ihre Verdienste für die Kunst verliehen. 2019 erfolgte die Ernennung zum Commander des Order of the British Empire (CBE).
Gillian Wearing ist die erste Frau, die einen Auftrag für eine Arbeit erhalten hat, die auf dem Parlamentsplatz vor dem Westminster-Palast steht. Die Millicent-Fawcett-Statue stellt Millicent Garrett Fawcett dar, eine führende britische Frauenrechtlerin und Aktivistin der Frauenwahlrechtsbewegung. Am 24. April 2018 wurde die Statue enthüllt und ist das erste Denkmal für eine Frau, das am Parliament Square in London aufgestellt wurde. Aufgrund einer Kampagne und Petition der Aktivistin Caroline Criado-Perez wurde die Statue von der Premierministerin des Vereinigten Königreichs Theresa May und dem Mayor of London Sadiq Khan gefördert und aus dem Centenary Fund der Regierung finanziert, der zum hundertjährigen Jubiläum des Frauenwahlrechts eingerichtet wurde.
Die Statue von Millicent Fawcett hält ein Transparent in Händen, auf dem „Courage calls for Courage everywhere“ (Courage zieht Courage nach sich) steht. Kritisiert wurde, dass dieses Transparent wie ein Stück Wäsche aussehe. Den Slogan prägte Fawcett in einer Rede, nachdem die Suffragette Emily Davidson aus Protest bei einem Derby vor das Pferd von König Georg V. gesprungen und zu Tode getrampelt worden war.

## Werk
Gillian Wearings künstlerische Laufbahn begann damit, indem sie 1994 in einem Einkaufszentrum zu Musik tanzte, die sich nur in ihrem Kopf abspielte um einen privaten Moment öffentlich zu machen. Das Thema der persönlichen und öffentlichen Wahrnehmung steht im Fokus ihrer Kunst. Ihr Werk umfässt die Bereiche Fotografie, Skulptur, Performance und Film. Sie schafft seit mehr als drei Jahrzehnten provokante und eindringliche Werke, die Fragen der Identität untersuchen.
Für ein Video filmt sie 26 Frauen und Männer in Polizeiuniformen die eine Stunde lang schweigend in die Kamera blicken. Sie erforschte damit, welche Wirkung die Uniform und die Stille auf die Protagonisten hatte. In einer Performance filmte sie Alkoholiker im Vollrausch, die sie in ihr Atelier einlud, um Menschen zu zeigen, die sonst von der Gesellschaft übersehen und verurteilt werden.
Für ihre wegweisende Arbeit Signs that say what you want them to say and not Signs that say what someone else wants you to say (Zeichen, die sagen, was Sie sagen sollen, und nicht Zeichen, die sagen, was jemand anderes von Ihnen sagen möchte) 1992–1993 fotografierte Wearing Hunderte Passanten, die sie gebeten hatte einen Gedanken aufzuschreiben und als Botschaft in die Kamera zu halten.
Wearing fotografiert sich auch selbst, um zu zeigen, wie sich das eigene Selbstverständnis in familiären, sozialen und historischen Kontexten herausbildet, insbesondere nach traumatischen Erfahrungen. In ihren Arbeiten spielen Masken eine große Rolle. Sie stehen als Requisiten oder auch als Metaphern für die Performances, die jeder Mensch jeden Tag als Einzelner und als Bürger aufführt. Für ihre Selbstporträts fertigt Gillian Wearing Masken aus Silikon an, die die Gesichter von berühmten Kunstschaffenden, von Familienmitgliedern oder die ihr eigenes jüngeren Ichs darstellen. Ihr geht es weniger um den Prozess der Verwandlung, sie hinterfragt die Identität des künstlerischen Ichs. Anders als Cindy Sherman, inszeniert sich Wearing als unsichtbare Summe einer Gleichung, an der viele andere beteiligt sind.
Gillian Wearings Fotografien, Videos, Skulpturen und Gemälde zeigen sich einfühlsam und psychologisch intensiv und loten die Spannungen zwischen dem Selbst und der Gesellschaft in einer zunehmend mediengesättigten Welt aus.

## Ausstellungen (Auswahl)
Einzelausstellungen
- 1996: Le Consortium, Dijon
- 1998: Centre d’art contemporain Genève, Genf
- 2000: Serpentine Gallery, London
- 2001: Musée d’art moderne de la Ville de Paris, Paris
- 2001: la Caixa, Madrid
- 2002: Museum of Contemporary Art, Chicago
- 2002: Kunsthaus Glarus, Trilogy, Switzerland
- 2006: Maureen Paley, London
- 2011: Tanya Bonakdar Gallery, New York
- 2012: Whitechapel Art Gallery, London
- 2013: Museum Brandhorst, München[9]
- 2021: Gillian Wearing: Wearing Masks im Guggenheim Museum New York

Gruppenausstellungen
- 2001: Century City, Tate Gallery of Modern Art, London
- 2003: Inaugural Exhibition, Regen Projects, Los Angeles
- 2004: About Face, Hayward Gallery, London
- 2005: Family Pictures – Fotografia contemporanea e Video dalla Collezione del Guggenheim Museum, Galleria Gottardo, Schweiz
- 2006: Eye on Europe: Prints, Books and Multiples/1960 to Now, Museum of Modern Art, New York
- 2007: Held together with Water, Museum für angewandte Kunst (Wien), Wien
- 2008: History in the Making: A Retrospective of the Turner Prize, Mori Art Museum, Tokyo

## Kataloge
- Jennifer Blessing, Nat Trotman: Gillian Wearing: Wearing Masks Guggenheim Museum Publications 2021, ISBN 978-0-89207-558-4.